# Alois Hitler
Alois Hitler (ur. 7 czerwca 1837 w Strones jako Alois Schicklgruber, zm. 3 stycznia 1903) – austriacki celnik, ojciec Adolfa Hitlera.

## Życiorys

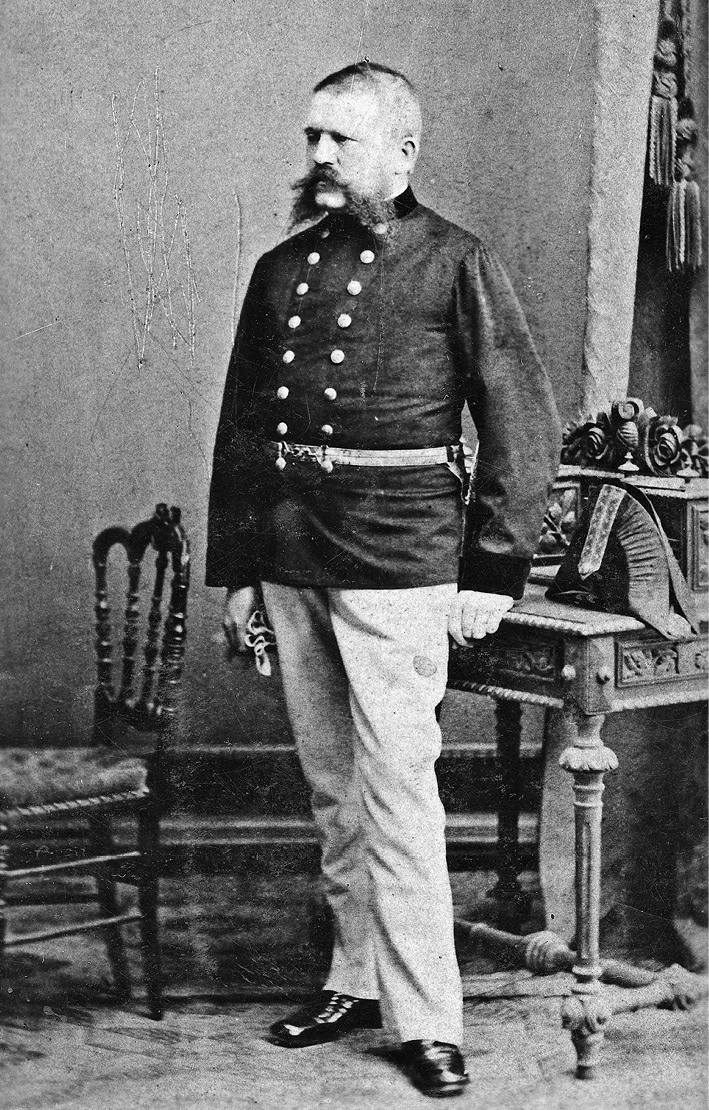
Alois Hitler, między ok. 1897–1899.

Urodził się we wsi Strones, jako nieślubny syn Marii Anny Schicklgruber i prawdopodobnie Johanna Georga Hiedlera (w metryce w miejscu na nazwisko ojca wpisu dokonano kilkadziesiąt lat później). Być może jego ojcem był młodszy brat Johanna Georga Hiedlera, Johann Nepomuk Hüttler/Hiedler, który wychowywał go po śmierci matki, bądź (według relacji Hansa Franka) pochodzący z żydowskiej rodziny Leopold Frankenberg. Mógł nim też być Salomon Mayer Rotshild, u którego, według tajnego raportu sporządzonego dla kanclerza Dolfussa, pracowała matka Aloisa. Ochrzczony w dniu narodzin w Döllersheim. W 1847 zmarła jego matka, natomiast w 1857 – domniemany ojciec.
Od roku 1855 Alois pracował jako urzędnik w austriackim ministerstwie finansów, gdzie po stażu i zdaniu egzaminów objął w 1861 roku stanowisko kierownicze. W 1864 roku objął stanowisko w służbie celnej, a w 1873 został celnikiem. W tym samym roku poślubił Annę Glassl, która była od niego starsza o 14 lat. W roku 1875 Alois awansował na inspektora w urzędzie celnym. Od roku 1880 małżonkowie byli w separacji (ze względu na romans Aloisa ze służącą, Fanni), a w 1883 roku Anna zmarła. Miesiąc później Alois ożenił się ponownie. Jego wybranką była Franziska (Fanni) Matzelsberger, z którą od dawna romansował i z którą miał już nieślubne dziecko – Aloisa jr. (ur. 13 stycznia 1882). W 1883 roku urodziła się ich córka – Angela. 10 sierpnia 1884 roku Franziska Matzelsberger zmarła na gruźlicę. 7 stycznia 1885 roku odbył się ślub Aloisa z jego służącą, Klarą Pölzl, która była w ciąży. Z ich małżeństwa pochodziło sześcioro dzieci: Gustaw (ur. 10 maja 1885, zm. 8 grudnia 1887), Ida (ur. 23 września 1886, zm. 2 stycznia 1888), Adolf (ur. 20 kwietnia 1889, zm. 30 kwietnia 1945), Otto (ur. 17 czerwca 1892, zm. 23 czerwca 1892), Edmund (ur. 24 marca 1894, zm. 2 lutego 1900), Paula (ur. 21 stycznia 1896, zm. 1 czerwca 1960), z których tylko dwoje dożyło wieku dorosłego – Adolf Hitler i Paula Hitler.
W roku 1892 Alois awansował na stanowisko wyższego poborcy celnego i wraz z rodziną przeniósł się do Pasawy w Bawarii. W 1894 roku służbowo przeniesiono go do Linzu. Dopiero w kwietniu 1895 roku rodzina Aloisa, która przez prawie rok mieszkała nadal w Pasawie, przeprowadziła się do domu, który ojciec kupił w pobliżu miejscowości Fischlham (ok. 50 km od Linzu). W czerwcu 1895 roku przeszedł na emeryturę. Dwa lata później cała rodzina przeniosła się do Lambach, a następnie, w listopadzie 1898 roku, do Leonding (mała wioska na przedmieściach Linzu). 3 stycznia 1903 roku Alois zmarł i został tam pochowany. W 2012 grób Klary i Aloisa Hitlerów zlikwidowano, ponieważ był używany przez neonazistów jako obiekt kultu w zastępstwie nigdy niepowstałego grobu Adolfa.

## Kalendarium życia Aloisa Hitlera
- 1837: Urodzony jako nieślubne dziecko Marii Anny Schicklgruber w Strones(inne języki) koło Döllersheim. Po ślubie matki z Johannem Georgiem Hiedlerem spędza dzieciństwo i wczesną młodość u Johanna Nepomuka Hüttlera w Spital przy granicy austriackiej.
- 1851-1855: Nauka szewstwa u spokrewnionego mistrza szewskiego, Antona Ledermüllera, w Spital i w Wiedniu.
- 1855: Wstąpienie do c.k. straży granicznej (Finanzwache).
- 1860: Przeniesienie do Wels koło Linzu. Dalsze intensywne kształcenie.
- 1861: Awans.
- 1862: Przeniesienie do Saalfelden am Steinernen Meer koło Salzburga.
- 1864: Awans i przeniesienie do Linzu. Obowiązkowe przejście do służby celnej (w charakterze urzędniczym).
- 1870: Amtsassistent z tytułem „Kontrollassistent”. Krajowe władze skarbowe mianują go „poborcą” filii urzędu celnego „Mariahilf” koło Pasawy (kategorii XI).
- 1871: Nominacja na „kontrolera w filii urzędu celnego I klasy w Braunau am Inn” (kategorii X). Jakkolwiek Alois Hitler ma tylko szkołę podstawową, dzięki osobistemu urokowi, swym zdolnościom i wiedzy robi karierę równie szybko, jak jego koledzy z maturą.
- 1873: Ślub ze starszą o 14 lat córką urzędnika celnego, Anną Glassl. Choroba żony i zatrudnienie w gospodarstwie domowym krewnej i przyjaciółki z dzieciństwa, Klary Pölzl ze Spital.
- 1877: Urzędowo zezwolona i potwierdzona zmiana nazwiska Alois Schicklgruber na Alois Hitler. Widoczny rozwój pewności siebie. List do krewnej z rodu matki: „od chwili gdy szesnaście lat temu widziałaś mnie po raz ostatni awansowałem bardzo wysoko”.
- 1877: Zerwanie listownych kontaktów z krewnymi Schicklgruberami.
- 1880: Stosunki miłosne z 19-letnią Franziską Matzelsberger. Separacja („od stołu i łoża”) od Anny Glassl na jej wniosek. Hitler przyjmuje do domu Matzelsberger jako pomocnicę domową.
- 1882: Nieślubne narodziny syna (Aloisa) z Franziski Matzelsberger 13.01.1882.
- 1883: Usynowienie syna Aloisa 13.07.1883. Śmierć Anny Hitler (z domu Glassl) 06.04.1883 i zawarcie małżeństwa z Franziską Matzelsberger 22.05.1883. Przyjście na świat Angeli Hitler, matki siostrzenicy (i domniemanej kochanki) Adolfa Hitlera – Geli 28.07.1883.
- 1884: Śmierć Franziski Hitler, z domu Matzelsberger (gruźlica płuc) 10.08.1884. Klara Pölzl, która za sprawą Franziski Hitler musiała opuścić dom Hitlera i wrócić do Spital, jest z powrotem jeszcze przed śmiercią Franziski Hitler, i prawdopodobnie już w ciąży z Aloisem Hitlerem.
- 27 X 1884: Jakkolwiek Alois Hitler jest uważany za syna Johanna Georga Hiedlera, nie może bez trudności poślubić Klary Pölzl. Stąd on i Klara Pölzl zwracają się do ordynariatu biskupiego w Linzu z prośbą o uchylenie zakazu ślubu z powodu zbyt bliskiego pokrewieństwa. Katolickie władze kościelne w Linzu oświadczają, że nie mogą udzielić zezwolenia na ślub i przekazują podanie do Rzymu. W końcu stamtąd przychodzi pozwolenie.
- 17 V 1885: 280 dni po śmierci Franziski, przyjście na świat Gustawa Hitlera.
- 1885: Ślub z Klarą Pölzl. Z tego małżeństwa pochodzą następujące dzieci:
  - Gustaw Hitler (ur. 17 maja 1885, zm. 8 grudnia 1887 na dyfteryt)
  - Ida Hitler (ur. 25 września 1886, zm. 2 stycznia 1888 na dyfteryt)
  - Adolf Hitler (ur. 20 kwietnia 1889, samobójstwo 30 kwietnia 1945)
  - Otto Hitler (ur. i zm. 1892 na wodogłowie)
  - Edmund Hitler (ur. 24 marca 1894, zm. 28 lutego 1900)
  - Paula Hitler (ur. 21 stycznia 1896, zm. 1 czerwca 1960)

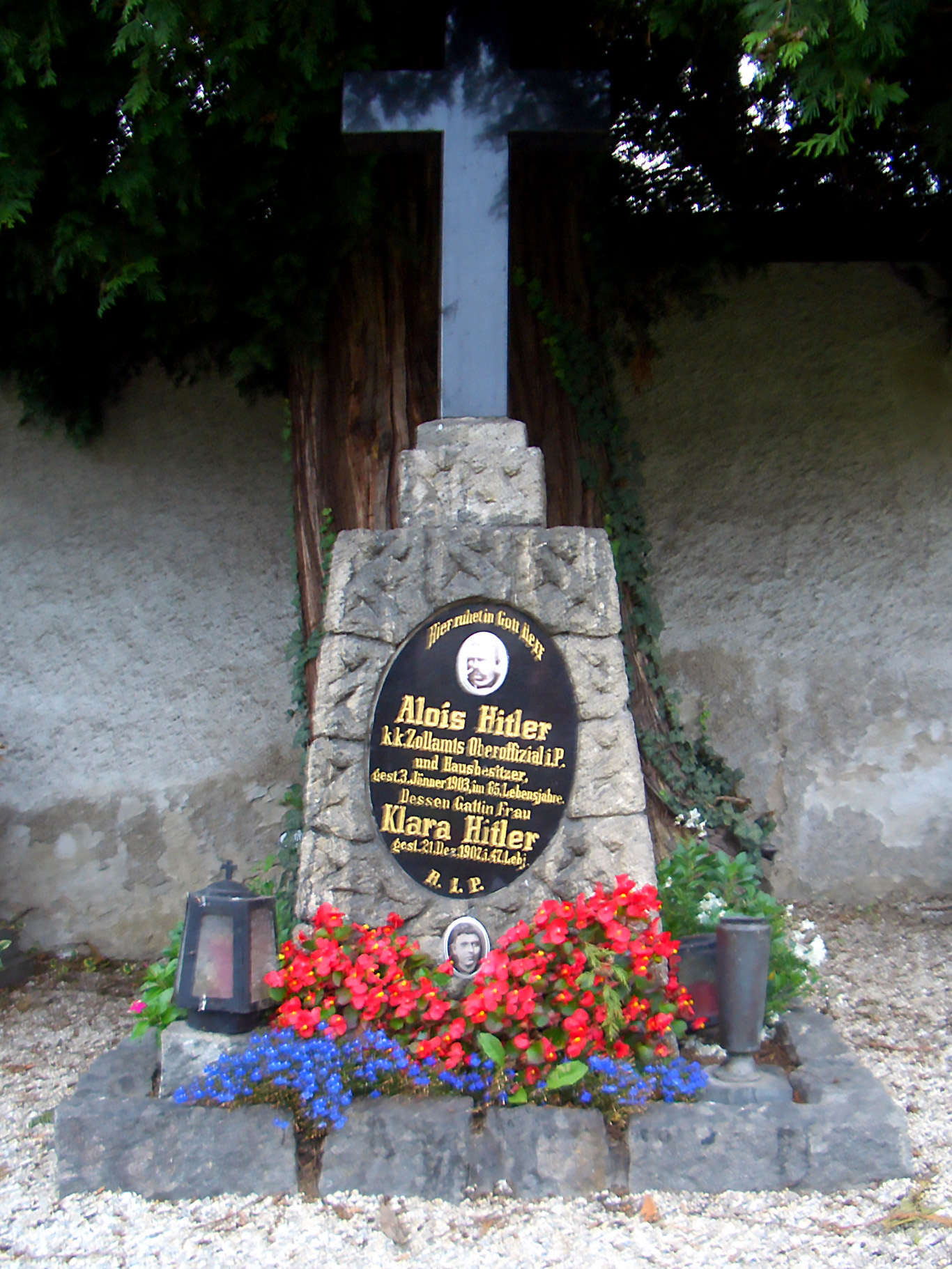
Grób rodziców Adolfa Hitlera przed likwidacją

- 1895: Przedwczesna emerytura „z powodu udowodnionej niezdolności do dalszej służby, potwierdzonej przez państwowego lekarza”, jednakże z poborem pełnej emerytury wskutek 40-letniej służby.
- 1903: Śmierć i pogrzeb w Leonding.

Handlowe aktywa
- 1888: Kupno zagrody i parceli w Wörnharts (nr 9) koło Spital.
- 1895: Nabycie domu i parceli w Lambach nad rzeką Traun.
- 1897: Kupno domu i parceli w Leonding (Michaelsbergstrasse 16) koło Linzu. Posiadłości w Wörnharts i Lambach sprzedał sam Alois Hitler, dom w Leonding Klara Hitler po śmierci męża.

## Charakterystyka Aloisa Hitlera
Naznaczony piętnem nieślubnego dziecka rekompensował sobie w dorosłym życiu wieloletnie upokorzenia i kompleksy. Po awansie w służbie celnej wymagał od sąsiadów, aby zwracali zawsze się do niego per pan, wymieniając jego stanowisko („Herr Zollamtsoberoffizial”).
Był bardzo surowym mężem i ojcem. Kiedy chciał przywołać do siebie syna Adolfa, nie wymieniał go po imieniu, tylko gwizdał na dwóch palcach. Kiedy mały Adolf nie zjawił się w porę przy ojcu, był bity. Matka nie mogła go obronić, gdyż sama bała się męża. Na jego nagrobku widniało zdjęcie w mundurze służbowym Zollamtsoberoffizial.